# Smith & Caughey's
Smith & Caughey Ltd, handelend onder de naam Smith & Caughey's, was een keten van twee middelgrote, luxe warenhuizen in Auckland, Nieuw-Zeeland .

## Geschiedenis
Het was een van de oudste nog bestaande detailhandelsbedrijven in Nieuw-Zeeland en werd in 1880 opgericht door de in Ulster geboren Marianne Smith als een stoffen- en hoedenwinkel, en is het oudste nog bestaande warenhuis in Auckland. Anno 2023 is het vooral modegericht,  met afdelingen voor sieraden, make-up en huishoudelijke artikelen. In juni 2025 sloot het warenhuis definitief zijn deuren.

## Winkels
Het bedrijf had begin 2025 twee winkels in Auckland; één aan Queen Street in het stadscentrum en één op Broadway, Newmarket. De vlaggenschipwinkel in Queen Street is gevestigd in een monumentaal pand (Heritage New Zealand Categorie 1) dat ontworpen is door de Amerikaanse architect Roy Alstan Lippincott. Het werd voltooid in 1929. 
Het kleinere filiaal in Newmarket is gevestigd in een gebouw dat in de jaren tachtig van de negentiende eeuw door het bedrijf werd gebouwd. Het Newmarket-filiaal opereerde aanvankelijk onder de naam Hugh Gilmore, voordat het in 1917 omgedoopt werd naar Smith en Caughey

## Galerij

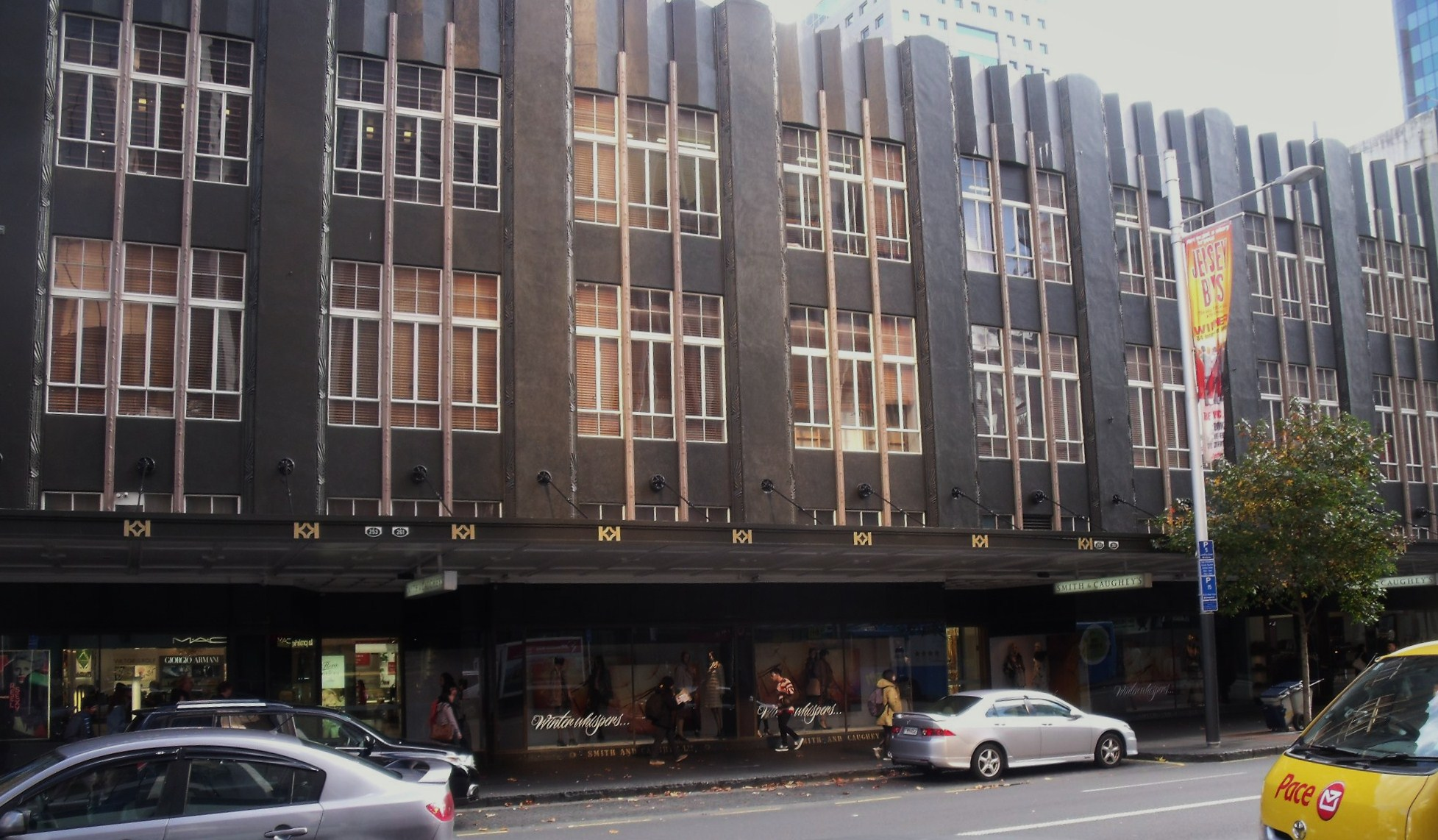
De winkelgevel aan Queen Street, Auckland
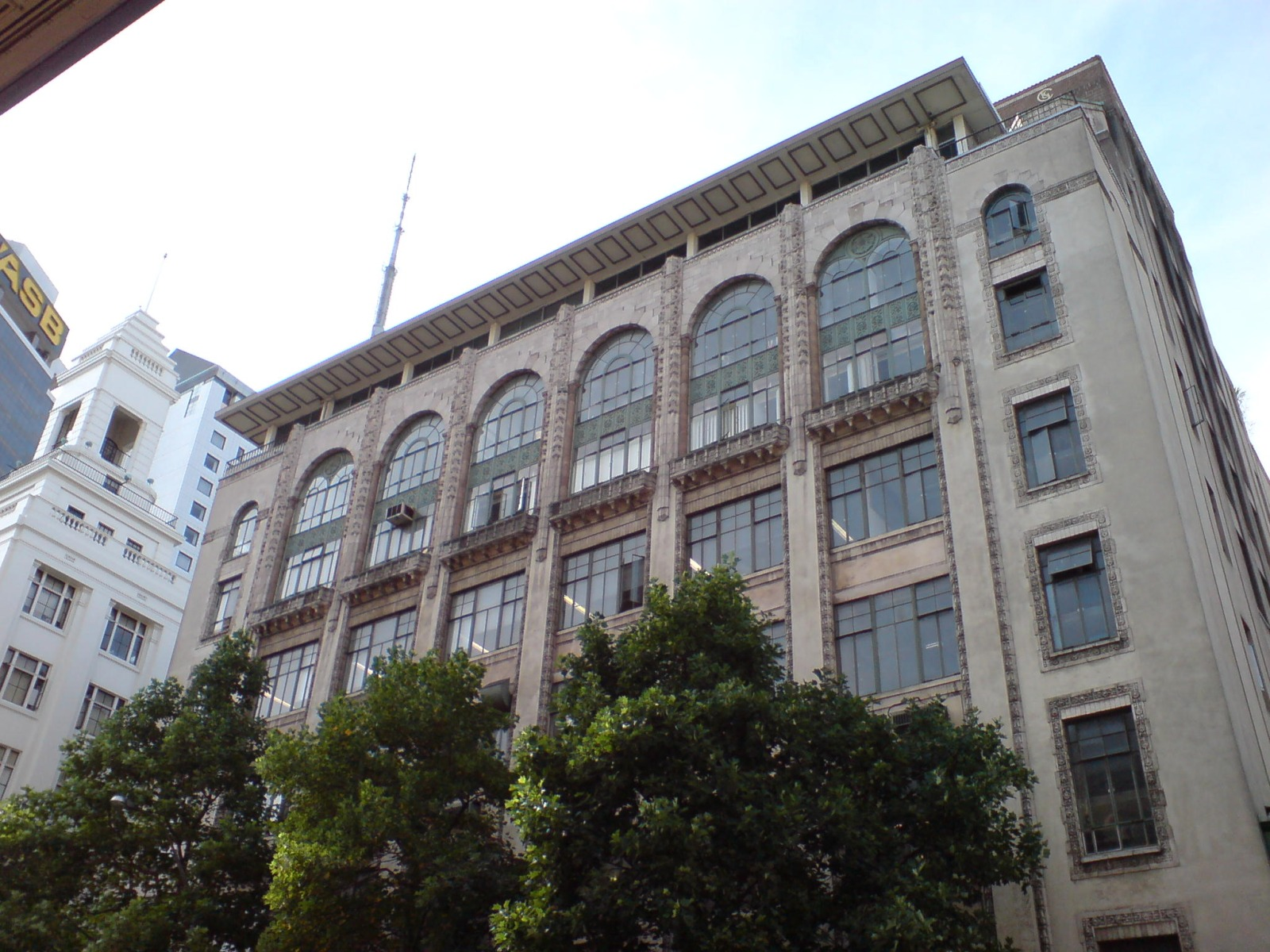
De Wellesley Street West-gevel en ingang van de Queen Street-winkel
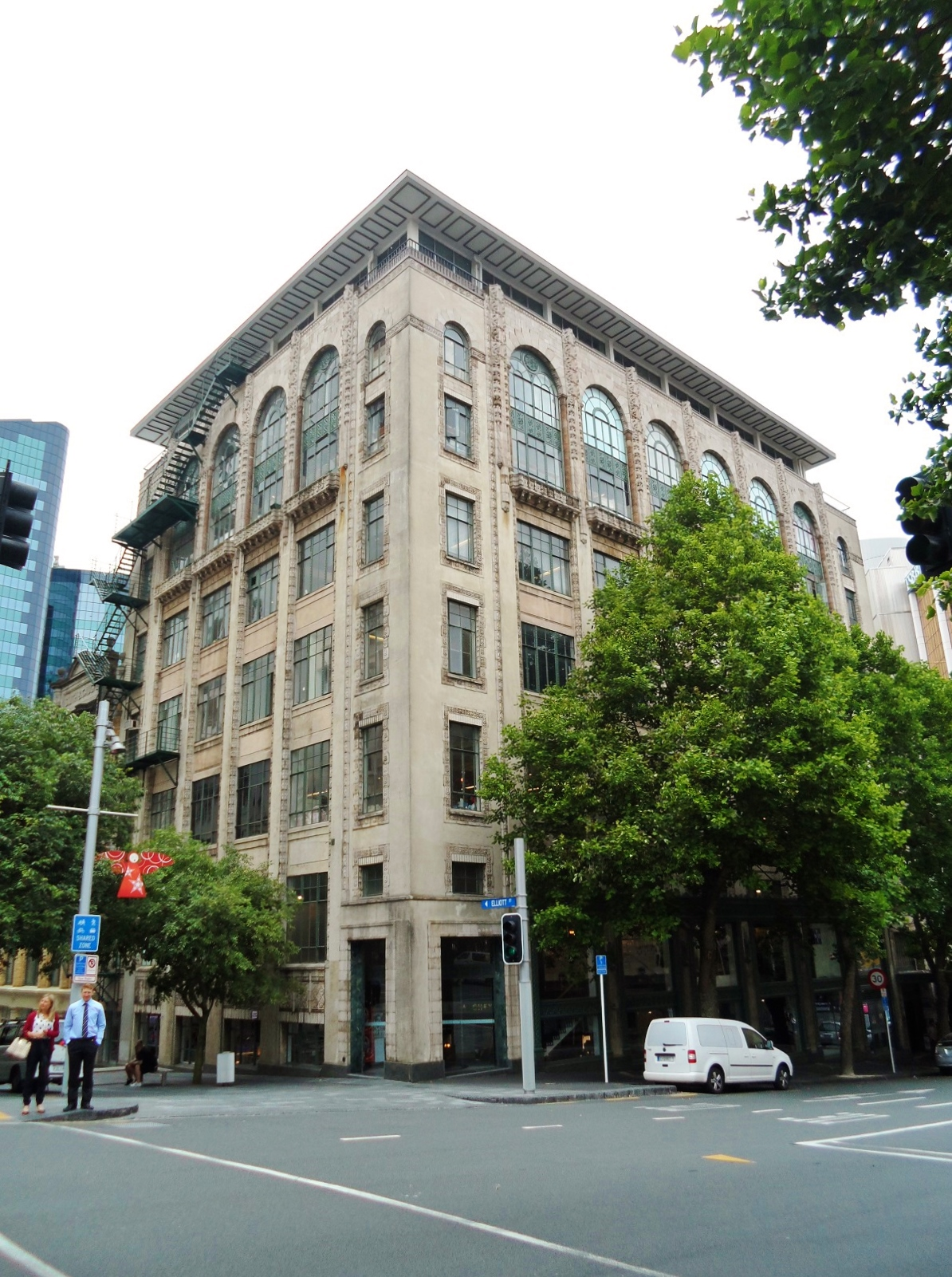
Het Smith & Caughey's-gebouw, op de hoek van Elliott Street en Wellesley Street West
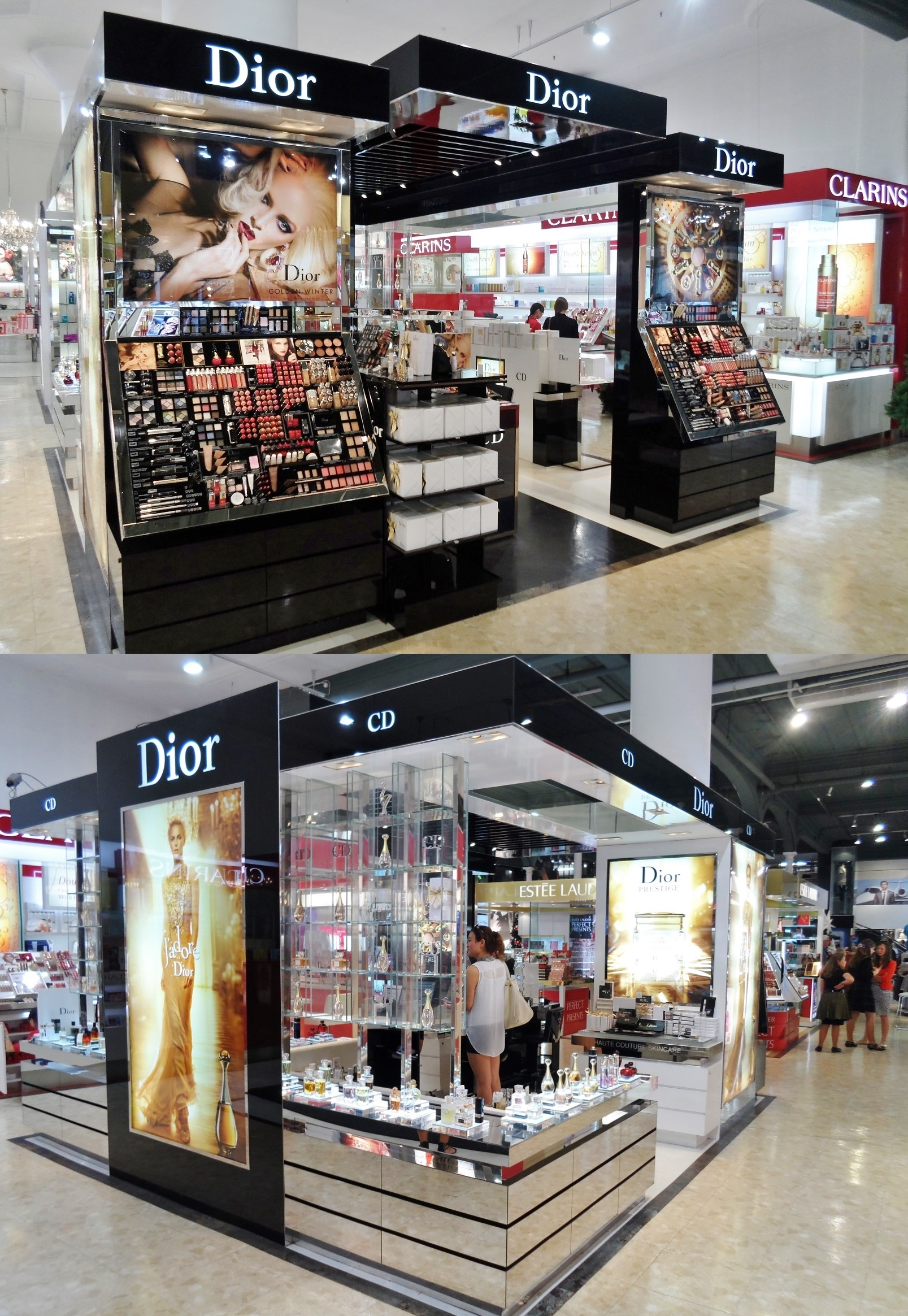
De cosmetica-afdeling in Smith & Caughey's Queen Street
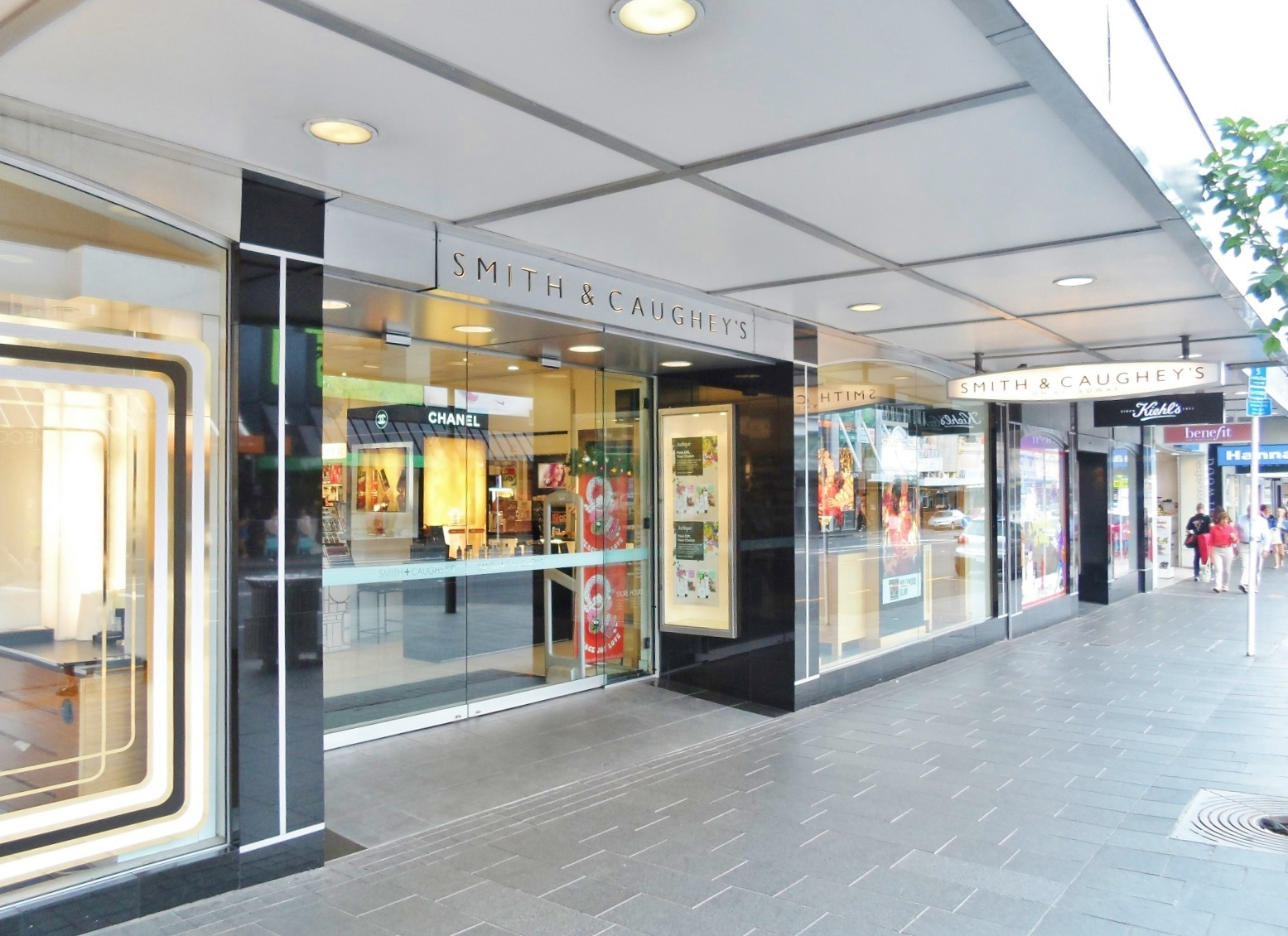
Smith & Caughey's op Broadway.
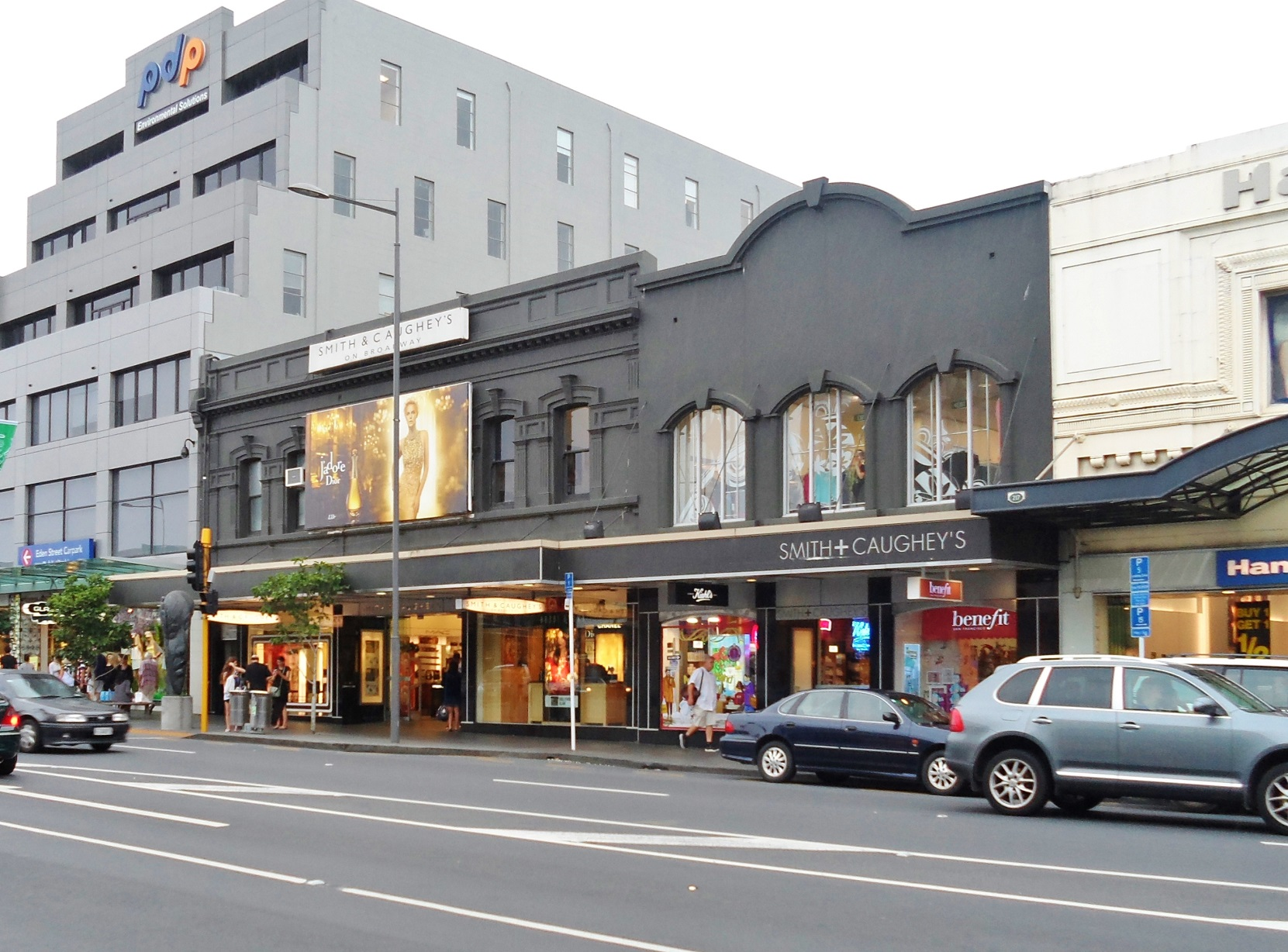
De kleinere Smith & Caughey's op Broadway in Newmarket